# Бирлик (Бирликский сельский округ)
Бирлик (каз. Бірлік) — село в Казалинском районе Кызылординской области Казахстана. Административный центр и единственный населённый пункт Бирликского сельского округа. Находится примерно в 27 км к юго-западу от районного центра, посёлка Айтеке-Би. Код КАТО — 434439100.

## Население
В 1999 году население села составляло 772 человека (403 мужчины и 369 женщин). По данным переписи 2009 года, в селе проживали 733 человека (396 мужчин и 337 женщин).